# Al-Majd (Hebron)
Al-Majd (àrab: خربة المجد, Ḫirbat al-Majd) és una vila palestina de la governació d'Hebron, a Cisjordània, situada 18 kilòmetres al sud-oest d'Hebron. Segons l'Oficina Central Palestina d'Estadístiques tenia 2.542 habitants el 2016. El seu nom vol dir «glòria».
En 1883 el Survey of Western Palestine (SWP) del Fons per a l'Exploració de Palestina hi va trobar «coves, cisternes, i pilars; sembla que hi havia una capella en ruïnes.»